# JR Freight EF210 sorozat
A JR Freight EF210 sorozat egy Japán Bo'Bo' tengelyelrendezésű 1500 V DC áramrendszerű villamosmozdony-sorozat. A JR Freight üzemelteti. Eddig összesen több mint 74 db-ot gyártott belőle a Kawasaki Heavy Industries.

## Változatok
- EF210-901 prototípus
- EF210-0
- EF210-100

## Modell
N méretarányban a mozdonyt a Kato és a Tomix gyártja.